# Yoriko Kunihara
Yoriko Kunihara (jap. 國原頼子 Kunihara Yoriko; * 20. November 1985) ist eine ehemalige japanische Judoka. Sie war 2010 und 2011 Weltmeisterschaftsdritte.

## Sportliche Karriere
Yoriko Kunihara kämpfte im Mittelgewicht, der Gewichtsklasse bis 70 Kilogramm. 2007 gewann sie ihren ersten japanischen Meistertitel. Vier Monate später gewann sie den Titel bei der Sommer-Universiade 2007 in Bangkok. 2008 wurde sie in Taipeh Zweite der Ostasienmeisterschaften. Ende Mai 2009 gewann sie das Grand-Slam-Turnier in Moskau. Zwei Monate später verteidigte sie ihren Titel bei der Sommer-Universiade 2009 in Belgrad erfolgreich. 2010 gewann sie ihren zweiten japanischen Meistertitel. Bei den Weltmeisterschaften 2010 in Tokio bezwang sie im Viertelfinale ihre Landsfrau Mina Watanabe. Im Halbfinale unterlag sie der Französin Lucie Décosse. Mit einem Sieg über die Spanierin Cecilia Blanco erkämpfte Kunihara eine Bronzemedaille.
2011 gewann Kunihara ihren dritten japanischen Meistertitel. Im Juni siegte sie beim Grand-Slam-Turnier in Rio de Janeiro. Im August bei den Weltmeisterschaften in Paris unterlag sie im Viertelfinale der Ungarin Anett Mészáros. Mit Siegen über die Nordkoreanerin Sol Kyong und die Kubanerin Onix Cortés erkämpfte sie wie im Vorjahr eine Bronzemedaille. Nachdem sie 2012 nur Dritte bei den japanischen Meisterschaften wurde, endete ihre internationale Karriere.